# Flughafen Tobruk

i7
i11
i13
Der Flughafen Tobruk (arabisch مطار طبرق, englisch Tobruk Airport bzw. Gamal Abdel Nasser Airport, IATA-Code: TOB, ICAO-Code: HLGN) ist ein ziviler und militärischer Flughafen von Tobruk in Libyen. Er trägt den Namen des ägyptischen Präsidenten Gamal Abdel Nasser († 1970).

## Beschreibung
Der Flughafen wurde als Luftwaffenstützpunkt errichtet und liegt etwa 27 Straßenkilometer südlich der Stadt im Hinterland nahe der Siedlung al-Adam. Die Luftlinienentfernung zur Mittelmeerküste beträgt 25 km, zur ägyptischen Grenze etwa 105 km. Er verfügt über 3 Landebahnen in Dreiecksform, diverse Aircraft Shelters für militärische Nutzung und ein großflächiges Betriebsgebiet mit zahlreichen Gebäuden.
Laut Satellitenbild ist nur die 02/20-Bahn in Benutzung.

### Verkehrsanbindung
Der Flugplatz liegt an einer Stichstraße im südlichen Hinterland von Tobruk. Nahe dem Flughafen beginnt die 400 km lange Wüstenstraße Tobruk–Adschdabiya nach Südwesten.

## Geschichte

### Italienischer Stützpunkt
Errichtet wurde die Anlage als italienischer Luftwaffenstützpunkt El-Adem während der Kolonialzeit. Hier befanden sich
im Zweiten Weltkrieg Einheiten des 5. Fliegerkorps. Als Teil des alliierten Kriegsschauplatz Mittelmeerraum ging die Kolonie Italienisch-Libyen ab 1943 im Afrikafeldzug der Achsenmächte verloren.

### Britische Luftwaffenbasis
Nach Eroberung der Gegend durch die Briten wurde der Flugplatz ausgebaut und für ein Vierteljahrhundert zu einem wichtigen Stützpunkt der britische Royal Air Force (RAF).
Das Flugzeug mit der neuen Königin Elisabeth II. legte hier nach dem Tod ihres Vaters auf der Heimreise von ihrem Afrikabesuch nach England einen Zwischenstopp ein.
Am 29. Juli 1953 erfolgte die Unterzeichnung eines Freundschafts- und Beistandsvertrages zwischen dem jungen Königreich Libyen und Großbritannien. Auf dem britischen Stützpunkt Royal Air Force Station El Adam, kurz RAF El Adam, bei Tobruk waren 3000 britische Soldaten stationiert. Zudem hatte die RAF Verfügungsrechte auf dem Idris International Airport in Tripolis. Während der Sueskrise 1956 kam es zur Bombardierung von Flugplätzen in Ägypten durch die britischen Streitkräfte. Britische Kampfflugzeuge nutzten für ihre Operationen am Suez auch libysche Luftwaffenstützpunkte.
In den 1950er und 1960er Jahren war die Station ein wichtiger Zwischenstopp für Flüge in den Mittleren und Fernen Osten und diente auch regelmäßig als Basis für Manöver der Transportflieger.
Der ägyptische Ministerpräsident Gamal Abdel Nasser forderte am 22. Februar 1964 offiziell die Liquidierung der ausländischen Militärbasen in Libyen und forderte US-Präsident Lyndon B. Johnson heraus. Nach Unruhen in den Städten Tripolis und Bengasi beschloss daraufhin das libysche Parlament am 16. März 1964 einstimmig die Beendigung der Stützpunktverträge, so dass die Abkommen mit den USA 1971 und mit Großbritannien 1973 ausgelaufen wären, allerdings kam es 1969 zum Putsch Muammar al-Gaddafis.

### Ägyptische Angriffe
Im libysch-ägyptischen Grenzkrieg griff die ägyptische Luftwaffe am 22. Juli 1977 mit Kampfflugzeugen vom Typ Suchoi Su-20 und MiG-21 unter anderem den libyschen Luftwaffenstützpunkt an, dabei sollen nach ägyptischen Angaben sieben libysche Flugzeuge am Boden zerstört worden sein. Ein ägyptisches Kampfflugzeug vom Typ MiG-21 wurde bei dem Angriff von einer libyschen Fliegerfaust vom Typ SA-7 Grail abgeschossen.

### Vorgänger
Der historische zivile Landeplatz von Tobruk lag etwa 12 km liegt westlich der Stadt Tobruk, zwischen der Mittelmeerküste und der Straße nach Darna bei 32° 5′ 46″ N, 23° 50′ 15″ O. 
Laut Satellitenbild sind Landebahn und sämtliche Gebäude abgebrochen.

## Zwischenfälle
Von 1945 bis Dezember 2022 kam es an der RAF El Adem/dem Flughafen Tobruk und in seiner näheren Umgebung zu mindestens 8 Totalschäden von Flugzeugen. Bei insgesamt 3 davon kamen 25 Menschen ums Leben. Auszüge:
- Am 8. April 1945 wurde eine Douglas DC-3/C-47B-10-DK der British Overseas Airways Corporation (BOAC) (Luftfahrzeugkennzeichen G-AGKM) an der Luftwaffenbasis RAF El Adem irreparabel beschädigt. Über Personenschäden ist nichts bekannt.[2]

- Am 23. Januar 1946 verunglückte eine Douglas DC-3/C-47A-1-DK der British Overseas Airways Corporation (BOAC) (G-AGIY) an der Luftwaffenbasis RAF El Adem und wurde irreparabel beschädigt. Über Personenschäden ist nichts bekannt.[3]

- Am 28. Mai 1957 ging einer Percival Pembroke C.1 der Royal Air Force (XK859) der Treibstoff aus. Die Maschine wurde 16 Kilometer nordwestlich der Luftwaffenbasis El Adem auf einer Straße notgelandet. Das Flugzeug wurde irreparabel beschädigt. Alle Insassen überlebten den Unfall.[4]

- Am 26. Februar 1958 wurde eine geparkte Vickers Viking 1B der Eagle Aviation (G-AGRT) auf der RAF-Basis El Adem durch ein Feuer zerstört.[5]

- Am 10. Oktober 1961 geriet eine Handley Page Hastings C.2 der Royal Air Force (WD498) kurz nach dem Start von der Luftwaffenbasis El Adem in eine sehr steile Steigfluglage, da der Sitz des Kommandanten nach hinten rutschte und dieser sich am Höhensteuer festhielt. Es kam zu Strömungsabriss, Absturz und Explosion. Von den 37 Insassen wurden 17 getötet. Es war der zweitschwerste Unfall einer Hastings, gemessen an der Zahl der Todesopfer.[6]

- Am 13. April 1963 kollidierte eine Blackburn Beverley der Royal Air Force (XB268) bei einem Nachtanflug nahe El Adem mit dem Boden und wurde zerstört. Zwei der vier Besatzungsmitglieder kamen ums Leben.[7]

- Am 4. Mai 1966 brach an einer Handley Page Hastings C.1 der Royal Air Force (TG575) bei der Landung auf der Luftwaffenbasis RAF El Adem das rechte Hauptfahrwerk zusammen. Das Flugzeug geriet ins Rutschen, wodurch auch das linke Fahrwerk kollabierte. Ein kleines Feuer brach aus, das aber schnell eingedämmt werden konnte. Über Personenschäden liegen keine Informationen vor, es gab keine Todesfälle.[8]

- Am 7. Mai 1968 wurde eine Armstrong Whitworth Argosy C.1 der britischen Royal Air Force (XR133) bei einem Show-Vorbeiflug an einem kleinen Flugplatz namens Got el Afraq (Libyen) derart tief geflogen, dass sie mit einem Hindernis kollidierte. Das Flugzeug krachte auf die Landebahn, überschlug sich und ging in Flammen auf. Ziel der Maschine war die Luftwaffenbasis RAF El Adem. Bei diesem riskanten Flugmanöver wurden alle 11 Insassen getötet, fünf Besatzungsmitglieder und 6 Passagiere.[9]